# Unió Lituana d'Agricultors i Verds
La Unió Lituana d'Agricultors i Verds (lituà Lietuvos valstiečių ir žaliųjų sąjunga, LVŽS) és un partit polític de Lituània dirigit per l'antiga primera ministra Kazimira Prunskienė. El partit va adoptar el seu nom actual el febrer de 2006. Anteriorment havia estat conegut com a Unió d'Agricultors i Nou Partit Democràtic (Valstiečių ir Naujosios Demokratijos Partijų Sąjunga, VNPDS). Aquest nom es deriva del seu origen com a aliança electoral entre el Partit Agrari Lituà (Lietuvos Valstiečių Partija, LVP) i el Nou Partit Democràtic (Naujosios Demokratijos Partija, NDP). Els dos partits es van fusionar més tard.

## Història
El partit té el seu origen en ells partits d'entreguerres, actiu entre el 1922 i 1936, i on hi militaren el president de Lituània Kazys Grinius i el tres vegades primer ministre de Lituània Mykolas Sleževičius. Després fou prohibit, i el seu nom fou recuperat per Kazimira Prunskienė.
A les eleccions europees de 2004 va obtenir el 7,4% dels vots i un diputat al Parlament Europeu, que es va unir al grup Unió per l'Europa de les Nacions. A les eleccions presidencials lituanes de 2004 la seva candidata Kazimiera Prunskienė va treure el 21,4% dels vots a la primera volta i el 47,4% a la segona volta. A les eleccions legislatives lituanes de 2004 va obtenir el 6,6% dels vots i 10 escons. Però a les eleccions legislatives lituanes de 2008 va caure al 3,74% i només va obtenir 3 diputats, continuant a l'oposició.
Les eleccions legislatives lituanes de 2016 van ser una sorprenent victòria aclaparadora per a la LVŽS. El gabinet de Saulius Skvernelis va assumir el càrrec amb el suport de la LVŽS i el Partit Socialdemòcrata de Lituània (LSDP). El LSDP es va dividir en 2017 a causa del desacord sobre la participació al govern, i alguns dels seus parlamentaris van formar el Partit Socialdemòcrata Laborista de Lituània (LSDDP) amb membres del Partit del Treball. En mancar de recolzament al Parlament, el govern va aprovar una nova coalició amb Ordre i Justícia (TT) el 5 de juliol de 2019, que va durar només dos mesos, ja que TT es va dissoldre el 10 de setembre de 2019. L'Acció Electoral dels Polonesos a Lituània i el grup parlamentari "Per al Benestar de Lituània" format per antics membres del TT, es van unir a la coalició, tanmateix, Skvernelis només va conservar la majoria durant quatre mesos: el 13 de gener de 2020, el grup parlamentari "Per al benestar de Lituània" es va dissoldre i el 7 de maig de 2020, la Unió Cristiana va expressar el seu suport al govern.
Després de les eleccions legislatives lituanes de 2020, en les que va perdre molt suport, v apassar a l'oposició del govern de coalició d'Ingrida Šimonytė.
El 12 de desembre de 2024, després de les eleccions legislatives lituanes de 2024, el socialdemòcrata Gintautas Paluckas fou nomenat primer ministre de Lituània, al capdavant d'un govern de coalició del Partit Socialdemòcrata de Lituània (LSDP), Unió de Demòcrates "Per Lituània" i Alba de Nemunas. i el LVŽS va seguir a l'oposició.

## Resultats electorals

### Seimas
| Any  | Líder               | Vots    | %         | Escons   | +/– | Govern   |
| ---- | ------------------- | ------- | --------- | -------- | --- | -------- |
| 2004 | Kazimira Prunskienė | 78,902  | 6.6 (#6)  | 10 / 141 | 4   | Coalició |
| 2008 | Kazimira Prunskienė | 46,162  | 3.7 (#9)  | 3 / 141  | 3   | Oposició |
| 2012 | Ramūnas Karbauskis  | 53,141  | 3.9 (#8)  | 1 / 141  | 2   | Oposició |
| 2016 | Ramūnas Karbauskis  | 274,108 | 22.4 (#1) | 54 / 141 | 53  | Coalició |
| 2020 | Ramūnas Karbauskis  | 204,780 | 18.1 (#2) | 32 / 141 | 22  | Oposició |
| 2024 | Ramūnas Karbauskis  | 87,374  | 7.16 (#6) | 8 / 141  | 24  | Oposició |

### Parlament Europeu
| Any  | Líder               | Vots    | %         | Escons | +/– | Grup      |
| ---- | ------------------- | ------- | --------- | ------ | --- | --------- |
| 2004 | Kazimira Prunskienė | 89,338  | 7.4 (#5)  | 1 / 13 | Nou | UEN       |
| 2009 | Gintaras Didžiokas  | 10,285  | 1.8 (#11) | 0 / 12 | 1   | -         |
| 2014 | Ramūnas Karbauskis  | 75,643  | 6.2 (#7)  | 1 / 11 | 1   | Verds/ALE |
| 2019 | Bronis Ropė         | 157,604 | 11.9 (#3) | 2 / 11 | 1   | Verds/ALE |
| 2024 | Aurelijus Veryga    | 61,880  | 9.13 (#3) | 1 / 11 | 1   | ECR       |